# Sean Bailey (Leichtathlet)
Sean Donovan Bailey (* 15. Juli 1997 in Mandeville) ist ein jamaikanischer Leichtathlet, der hauptsächlich im 400-Meter-Lauf an den Start geht.

## Leben
Sean Bailey stammt aus Mandeville und wuchs anschließend mit zwei Brüdern und drei Schwestern in Spanish Town auf, wo er die St. Jago High School besuchte. Anschließend zog es ihn in die Vereinigten Staaten, wo er zunächst ein Studium am Western Texas College aufnahm und von 2017 bis 2018 sportlich für dieses antrat. Seitdem studierte er im Masterstudiengang Interdisziplinäre Studien an der University of Texas at El Paso.

## Sportliche Laufbahn
Bailey bestritt 2013 seine ersten Wettkämpfe im 400-Meter-Lauf gegen die nationale Konkurrenz auf Jamaika. 2016 trat er bei den jamaikanischen U20-Meisterschaften an, bei denen er mit neuer Bestzeit von 46,21 s die Silbermedaille gewann. Damit konnte er im Juli bei den U20-Weltmeisterschaften in Bydgoszcz an den Start gehen. Zunächst erreichte er im 400-Meter-Lauf das Halbfinale, schied darin allerdings als Sechster seines Laufes aus. Anschließend trat er auch mit der 4-mal-400-Meter-Staffel an, mit der er im Finale die Bronzemedaille gewann. 2017 wechselte er an das College in Texas. Ende Mai belegte er im Finale der Meisterschaften der National Junior College Athletic Association den dritten Platz im 400-Meter-Lauf. Ein Jahr darauf holte er bei den gleichen Meisterschaften den Sieg. Zudem steigerte er 2018 seine Bestzeit auf 45,24 s. 2019 stieg er in die höchste Stufe der US-Universitätssportprogramme auf, scheiterte allerdings bei den Meisterschaften der NCAA Division I im Halbfinale. Ende Juni 2019 trat er zum ersten Mal bei den jamaikanischen Meisterschaften der Herren über 400 Meter an, kam im Finallauf jedoch nicht ins Ziel. 2021 stand er zum ersten Mal im Finale bei den Collegemeisterschaften, musste dieses jedoch aufgrund einer Oberschenkelverletzung abbrechen. Ende Juni 2021 wurde er mit Bestzeit von 45,04 s jamaikanischer Meister im 400-Meter-Lauf und war damit auch für die Olympischen Sommerspiele in Tokio qualifiziert. Kurz vor den Spielen wurde entschieden, dass Bailey nicht im Einzel über 400 Meter und auch nicht für die Männerstaffel bei den Spielen antreten sollte. Er wurde schließlich für die 4-mal-400-Meter-Mixed-Staffel nominiert. Mit der Mixedstaffel zog er mit Nationalrekord in das Finale ein, in dem man schließlich den siebten Platz belegte. Ende Mai 2023 stellte Bailey in Los Angeles mit 44,43 s eine neue Bestzeit auf. Anfang Juli wurde er zum zweiten Mal jamaikanischer Meister. Bei seiner ersten Teilnahme an den Leichtathletik-Weltmeisterschaften belegte er in Budapest im Finale den fünften Platz.
2021 und 2023 wurde Bailey jamaikanischer Meister im 400-Meter-Lauf.

## Wichtige Wettbewerbe
| Jahr                | Veranstaltung           | Ort                 | Platz               | Disziplin           | Zeit                |
| Startet für Jamaika | Startet für Jamaika     | Startet für Jamaika | Startet für Jamaika | Startet für Jamaika | Startet für Jamaika |
| ------------------- | ----------------------- | ------------------- | ------------------- | ------------------- | ------------------- |
| 2016                | U20-Weltmeisterschaften | Bydgoszcz           | 6. (2. Halbfinale)  | 400 m               | 47,09 s             |
| 2016                | U20-Weltmeisterschaften | Bydgoszcz           | 3.                  | 4 × 400 m           | 3:04,83 min         |
| 2021                | Olympische Sommerspiele | Tokio               | 7.                  | 4 × 400 m Mixed     | 3:14,95 min         |
| 2023                | Weltmeisterschaften     | Budapest            | 5.                  | 400 m               | 44,96 s             |

## Persönliches
Sean Bailey ist der jüngere Bruder der ehemaligen Sprintolympiasiegerin und -weltmeisterin, Veronica Campbell-Brown.

## Persönliche Bestleistungen
Freiluft
- 200 m: 20,92 s, 16. Mai 2021, Murfreesboro
- 400 m: 44,43 s, 27. Mai 2023, Los Angeles

Halle
- 400 m: 46,08 s, 3. März 2018, Lubbock